# Stephostethus attenuatus
Stephostethus attenuatus är en skalbaggsart som först beskrevs av Mannerheim 1844.  Stephostethus attenuatus ingår i släktet Stephostethus, och familjen mögelbaggar. Enligt den finländska rödlistan är arten sårbar i Finland. Arten har ej påträffats i Sverige. Artens livsmiljö är moskogar.